# Georges Annenkov
Iuri Pàvlovitx Ànnenkov, rus: Ю́рий Па́влович А́нненков, conegut habitualment com a Georges Annenkov (Petropavlovsk, Kamtxatka, Rússia, 1899 — París, 1974) va ser un creador de vestuaris i decoracions per al cinema, d'origen rus i naturalitzat francès. Va treballar a França amb artistes com Marc Chagall, Jean Pougny, F. W. Murnau, Orson Welles, Jean Delannoy, Jean Cocteau. Per a Max Ophüls va treballar a La Ronde (1950) i Lola Montes (1955). Va estar nominat a l'Oscar al millor vestuari per Madame de....